# Vòng loại Giải vô địch bóng đá thế giới 2022 – Khu vực châu Á
Khu vực châu Á của vòng loại Giải vô địch bóng đá thế giới 2022 đóng vai trò là vòng loại cho Giải vô địch bóng đá thế giới 2022, được tổ chức tại Qatar, dành cho các đội tuyển quốc gia là thành viên của Liên đoàn bóng đá châu Á (AFC). Ngoài Qatar đã đủ điều kiện tham dự vòng chung kết với tư cách chủ nhà, tổng cộng 4,5 suất (trong đó có 4 suất trực tiếp và 1 suất tham dự vòng play-off liên lục địa) tham dự giải đấu có sẵn dành cho các đội tuyển thuộc AFC.
Quá trình vòng loại bao gồm tất cả bốn vòng đấu, trong đó hai vòng đầu tiên cũng đồng thời là vòng loại của Cúp bóng đá châu Á 2023. Mặc dù đã vượt qua vòng loại World Cup vì là chủ nhà của giải đấu, Qatar vẫn phải tham dự vòng loại để giành suất tham dự Cúp bóng đá châu Á 2023, giải đấu mà họ đang là đương kim vô địch. Vòng đầu tiên cũng đóng vai trò là vòng loại của Cúp bóng đá Đoàn kết châu Á 2020 – giải đấu sau đó đã bị hủy bỏ.

## Thể thức
Cấu trúc vòng loại như sau:
- Vòng 1: 12 đội tuyển (xếp hạng 35–46) được bắt cặp, thi đấu hai lượt trận trên sân nhà và sân khách. Sáu đội thắng giành quyền vào vòng 2.
- Vòng 2: 40 đội tuyển (các đội xếp hạng 1–34 và 6 đội thắng vòng 1) được chia thành tám bảng 5 đội, thi đấu vòng tròn hai lượt tính điểm trên sân nhà và sân khách. Tám đội nhất bảng và bốn đội nhì bảng có thành tích tốt nhất sẽ giành quyền vào vòng 3, đồng thời lọt vào vòng chung kết Cúp bóng đá châu Á 2023. Nếu Qatar nằm trong 12 vị trí này, đội nhì bảng xếp thứ năm cũng sẽ giành quyền vào vòng 3.[4]
- Vòng 3: 12 đội tuyển giành quyền đi tiếp từ vòng 2 được chia thành hai bảng 6 đội, thi đấu vòng tròn hai lượt tính điểm trên sân nhà và sân khách. Hai đội đứng đầu mỗi bảng giành suất trực tiếp đến Giải vô địch bóng đá thế giới, trong khi các đội xếp thứ ba bảng đấu tiếp tục vào vòng 4.
- Vòng 4: Hai đội tuyển đứng thứ ba bảng đấu ở vòng 3 sẽ thi đấu với nhau trong một trận đấu duy nhất, đội thắng sẽ được lọt vào vòng play-off liên lục địa. Nếu giành chiến thắng trong vòng play-off liên lục địa, đội tuyển đó cũng sẽ giành quyền tham dự vòng chung kết Giải vô địch bóng đá thế giới 2022.

## Các đội tuyển tham dự
Tất cả 46 quốc gia trực thuộc FIFA đến từ AFC đã tham dự vòng loại. Bảng xếp hạng FIFA tháng 4 năm 2019 đã được sử dụng để xác định quốc gia nào phải thi đấu trong vòng 1. Đối với việc sắp xếp hạt giống trong các lễ bốc thăm của vòng 2 và vòng 3, bảng xếp hạng FIFA gần nhất với thời điểm diễn ra các lễ bốc thăm này diễn ra sẽ được sử dụng.
Do thể thức chung của vòng loại Giải vô địch bóng đá thế giới và Cúp bóng đá châu Á, cả Qatar (quốc gia đăng cai Giải vô địch bóng đá thế giới 2022) và Trung Quốc (quốc gia ban đầu đăng cai Cúp bóng đá châu Á 2023) cũng sẽ bước vào vòng 2 của vòng loại Cúp bóng đá châu Á.
Đông Timor đã bị AFC cấm tham dự vòng loại Cúp bóng đá châu Á 2023 sau khi bị phát hiện có tổng cộng 12 cầu thủ không đủ điều kiện thi đấu trong các trận đấu tại vòng loại Asian Cup 2019 và những giải đấu khác. Tuy nhiên, vì FIFA không cấm họ tham dự vòng loại World Cup 2022, Đông Timor vẫn được phép tham dự các trận đấu của vòng loại, nhưng kết quả này sẽ không được sử dụng để xét vòng loại của Asian Cup.
| Vào thẳng vòng 2 (Xếp hạng từ 1 đến 34) | Thi đấu ở vòng 1 (Xếp hạng từ 35 đến 46) |
| --- | --- |
| 1. Iran (21) 2. Nhật Bản (26) 3. Hàn Quốc (37) 4. Úc (41) 5. Qatar (55) 6. UAE (67) 7. Ả Rập Xê Út (72) 8. Trung Quốc (74) 9. Iraq (76) 10. Syria (83) 11. Uzbekistan (85) 12. Liban (86) 13. Oman (86) 14. Kyrgyzstan (95) 15. Jordan (97) 16. Việt Nam (98) 17. Palestine (99) 18. Ấn Độ (101) 19. Bahrain (111) 20. Thái Lan (114) 21. Tajikistan (120) 22. CHDCND Triều Tiên (121) 23. Philippines (124) 24. Đài Bắc Trung Hoa (125) 25. Turkmenistan (136) 26. Myanmar (140) 27. Hồng Kông (141) 28. Yemen (146) 29. Afghanistan (149) 30. Maldives (151) 31. Kuwait (156) 32. Indonesia (159) 33. Singapore (160) 34. Nepal (161) | 1. Malaysia (168) 2. Campuchia (173) 3. Ma Cao (183) 4. Lào (184) 5. Bhutan (186) 6. Mông Cổ (187) 7. Bangladesh (188) 8. Guam (193) 9. Brunei (194) 10. Đông Timor (195) 11. Pakistan (200) 12. Sri Lanka (202) |

## Lịch thi đấu
Lịch thi đấu của vòng loại được dự kiến như sau, theo lịch thi đấu Trận đấu Quốc tế FIFA.
Vào ngày 9 tháng 3 năm 2020, FIFA và AFC đã thông báo rằng các trận đấu vòng 2 vào các lượt đấu 7–10 diễn ra vào tháng 3 và tháng 6 năm 2020 đã bị hoãn lại do đại dịch COVID-19, với các ngày mới sẽ được xác định. Tuy nhiên, theo sự chấp thuận của FIFA và AFC và sự đồng ý của cả hai hiệp hội thành viên, các trận đấu có thể được diễn ra theo lịch thi đấu với điều kiện là phải đảm bảo an toàn cho tất cả các cá nhân liên quan và đáp ứng các tiêu chuẩn bắt buộc. Vào ngày 5 tháng 6, AFC xác nhận rằng các lượt đấu 7 và 8 dự kiến diễn ra lần lượt vào ngày 8 và 13 tháng 10 trong khi các lượt đấu 9 và 10 cũng được dự kiến bắt đầu vào ngày 12 và 17 tháng 11. Vào ngày 12 tháng 8, FIFA thông báo rằng các trận đấu dự kiến vào tháng 10 và tháng 11 năm 2020 sẽ được dời lại đến năm 2021.
Vào ngày 25 tháng 6 năm 2020, FIFA thông báo rằng vòng play-off liên lục địa, ban đầu dự kiến được diễn ra vào tháng 3 năm 2022, đã được dời sang tháng 6.
Vào ngày 11 tháng 11 năm 2020, Ủy ban thi đấu AFC thông báo rằng tất cả các trận đấu ở vòng 2 sẽ được hoàn thành trước ngày 15 tháng 6 năm 2021 với các lượt đấu 7 và 8 vào tháng 3 năm 2021 và các lượt đấu 9 và 10 vào tháng 6 năm 2021. Ngoài ra, tất cả các trận đấu của vòng 3 sẽ bắt đầu vào tháng 9 năm 2021 và kết thúc vào cuối tháng 3 năm 2022, với vòng 4 và vòng play-off liên lục địa được đề xuất tổ chức vào tháng 5/tháng 6 năm 2022. Vòng 4 được đề xuất chỉ cần tổ chức một trận đấu duy nhất, thay vì vòng tròn hai lượt như trước đây. Tuy nhiên, cùng ngày, FIFA cùng với các hiệp hội Bangladesh và Qatar, đã chấp thuận cho trận đấu vòng 2 duy nhất được tổ chức trong năm 2020, trận đấu giữa chủ nhà Qatar và Bangladesh, được diễn ra vào ngày 4 tháng 12.
Vào ngày 19 tháng 2 năm 2021, FIFA và AFC đã hoãn phần lớn các trận đấu vòng loại thứ hai trong tháng 3 sang tháng 6 năm 2021, với các bảng sẽ tổ chức các trận còn lại ở một địa điểm tập trung.
| Vòng   | Lượt đấu    | Ngày                                                       |
| ------ | ----------- | ---------------------------------------------------------- |
| Vòng 1 | Lượt đi     | 6 tháng 6 năm 2019                                         |
| Vòng 1 | Lượt về     | 11 tháng 6 năm 2019                                        |
| Vòng 2 | Lượt đấu 1  | 5 tháng 9 năm 2019                                         |
| Vòng 2 | Lượt đấu 2  | 10 tháng 9 năm 2019                                        |
| Vòng 2 | Lượt đấu 3  | 10 tháng 10 năm 2019                                       |
| Vòng 2 | Lượt đấu 4  | 15 tháng 10 năm 2019                                       |
| Vòng 2 | Lượt đấu 5  | 14 tháng 11 năm 2019                                       |
| Vòng 2 | Lượt đấu 6  | 19 tháng 11 năm 2019                                       |
| Vòng 2 | Lượt đấu 7  | 25 tháng 3, 28 tháng 5 và 3 tháng 6 năm 2021               |
| Vòng 2 | Lượt đấu 8  | 4 tháng 12 năm 2020, 30 tháng 3 và 7 và 9 tháng 6 năm 2021 |
| Vòng 2 | Lượt đấu 9  | 30 tháng 3, 30 tháng 5 và 11 tháng 6 năm 2021              |
| Vòng 2 | Lượt đấu 10 | 15 tháng 6 năm 2021                                        |

| Vòng                  | Lượt đấu    | Ngày                          |
| --------------------- | ----------- | ----------------------------- |
| Vòng 3                | Lượt đấu 1  | 2 tháng 9 năm 2021            |
| Vòng 3                | Lượt đấu 2  | 7 tháng 9 năm 2021            |
| Vòng 3                | Lượt đấu 3  | 7 tháng 10 năm 2021           |
| Vòng 3                | Lượt đấu 4  | 12 tháng 10 năm 2021          |
| Vòng 3                | Lượt đấu 5  | 11 tháng 11 năm 2021          |
| Vòng 3                | Lượt đấu 6  | 16 tháng 11 năm 2021          |
| Vòng 3                | Lượt đấu 7  | 27 tháng 1 năm 2022           |
| Vòng 3                | Lượt đấu 8  | 1 tháng 2 năm 2022            |
| Vòng 3                | Lượt đấu 9  | 24 tháng 3 năm 2022           |
| Vòng 3                | Lượt đấu 10 | 29 tháng 3 năm 2022           |
| Vòng 4                | Vòng đơn    | Tháng 5 hoặc Tháng 6 năm 2022 |
| Play-off liên lục địa | Bán kết     | Tháng 6 năm 2022              |
| Play-off liên lục địa | Chung kết   | Tháng 6 năm 2022              |

| Giai đoạn | Lượt đấu    | Ngày                                                                        |
| --------- | ----------- | --------------------------------------------------------------------------- |
| Vòng 2    | Lượt đấu 7  | 26 tháng 3 năm 2020, sau ngày 8 tháng 10                                    |
| Vòng 2    | Lượt đấu 8  | 31 tháng 3 năm 2020, sau ngày 13 tháng 10                                   |
| Vòng 2    | Lượt đấu 9  | 4 tháng 6 năm 2020, sau ngày 12 tháng 11, sau đó là ngày 7 tháng 6 năm 2021 |
| Vòng 2    | Lượt đấu 10 | 9 tháng 6 năm 2020, sau ngày 17 tháng 11                                    |
| Vòng 3    | Lượt đấu 1  | 3 tháng 9 năm 2020                                                          |
| Vòng 3    | Lượt đấu 2  | 8 tháng 9 năm 2020                                                          |
| Vòng 3    | Lượt đấu 3  | 13 tháng 10 năm 2020                                                        |
| Vòng 3    | Lượt đấu 4  | 12 tháng 11 năm 2020                                                        |
| Vòng 3    | Lượt đấu 5  | 17 tháng 11 năm 2020                                                        |
| Vòng 3    | Lượt đấu 6  | 25 tháng 3 năm 2021                                                         |
| Vòng 3    | Lượt đấu 7  | 30 tháng 3 năm 2021                                                         |
| Vòng 3    | Lượt đấu 8  | 8 tháng 6 năm 2021                                                          |
| Vòng 3    | Lượt đấu 9  | 7 tháng 9 năm 2021                                                          |
| Vòng 3    | Lượt đấu 10 | 12 tháng 10 năm 2021                                                        |
| Vòng 4    | Lượt đi     | 11 tháng 11 năm 2021                                                        |
| Vòng 4    | Lượt về     | 16 tháng 11 năm 2021                                                        |

## Vòng 1
Lễ bốc thăm vòng 1 diễn ra vào lúc 11:00 MST (UTC+8) ngày 17 tháng 4 năm 2019 tại tòa nhà AFC ở Kuala Lumpur, Malaysia.
| Đội 1     | TTS  | Đội 2      | Lượt đi | Lượt về    |
| --------- | ---- | ---------- | ------- | ---------- |
| Mông Cổ   | 3–2  | Brunei     | 2–0     | 1–2        |
| Ma Cao    | 1–3  | Sri Lanka  | 1–0     | 0–3 (awd.) |
| Lào       | 0–1  | Bangladesh | 0–1     | 0–0        |
| Malaysia  | 12–2 | Đông Timor | 7–1     | 5–1        |
| Campuchia | 4–1  | Pakistan   | 2–0     | 2–1        |
| Bhutan    | 1–5  | Guam       | 1–0     | 0–5        |

## Vòng 2
Lễ bốc thăm vòng 2 diễn ra vào lúc 17:00 MST (UTC+8) ngày 17 tháng 7 năm 2019 tại tòa nhà AFC ở Kuala Lumpur, Malaysia.

### Tóm tắt
| Bảng A                              | Bảng B                    | Bảng C                | Bảng D                                       | Bảng E                                    | Bảng F                                        | Bảng G                | Bảng H                     |
| ----------------------------------- | ------------------------- | --------------------- | -------------------------------------------- | ----------------------------------------- | --------------------------------------------- | --------------------- | -------------------------- |
| · Syria · Trung Quốc · (chỉ vòng 3) | · Úc                      | · Iran · Iraq         | · Ả Rập Xê Út                                | · Qatar · (chỉ Cúp bóng đá châu Á) · Oman | · Nhật Bản                                    | · UAE · Việt Nam      | · Hàn Quốc · Liban         |
| · Philippines · Maldives            | · Kuwait · Jordan · Nepal | · Bahrain · Hồng Kông | · Uzbekistan · Palestine · Singapore · Yemen | · Ấn Độ · Afghanistan · Bangladesh        | · Tajikistan · Kyrgyzstan · Mông Cổ · Myanmar | · Malaysia · Thái Lan | · Turkmenistan · Sri Lanka |
| · Guam                              | · Đài Bắc Trung Hoa       | · Campuchia           |                                              |                                           |                                               | · Indonesia           |                            |
|                                     |                           |                       |                                              |                                           |                                               |                       | · CHDCND Triều Tiên        |

### Bảng A
| VT | Đội         | ST | T | H | B | BT | BB | HS  | Đ  | Giành quyền tham dự                  |  | Syria | Trung Quốc | Philippines | Maldives | Guam |
| -- | ----------- | -- | - | - | - | -- | -- | --- | -- | ------------------------------------ |  | ----- | ---------- | ----------- | -------- | ---- |
| 1  | Syria       | 8  | 7 | 0 | 1 | 22 | 7  | +15 | 21 | Vòng 3 và Cúp châu Á                 |  |       | 2–1        | 1–0         | 2–1      | 4–0  |
| 2  | Trung Quốc  | 8  | 6 | 1 | 1 | 30 | 3  | +27 | 19 | Vòng 3 và Cúp châu Á                 |  | 3–1   |            | 2–0         | 5–0      | 7–0  |
| 3  | Philippines | 8  | 3 | 2 | 3 | 12 | 11 | +1  | 11 | Vòng loại Cúp châu Á (Vòng 3)        |  | 2–5   | 0–0        |             | 1–1      | 3–0  |
| 4  | Maldives    | 8  | 2 | 1 | 5 | 7  | 20 | −13 | 7  | Vòng loại Cúp châu Á (Vòng 3)        |  | 0–4   | 0–5        | 1–2         |          | 3–1  |
| 5  | Guam        | 8  | 0 | 0 | 8 | 2  | 32 | −30 | 0  | Vòng loại Cúp châu Á (Vòng play-off) |  | 0–3   | 0–7        | 1–4         | 0–1      |      |

### Bảng B
| VT | Đội               | ST | T | H | B | BT | BB | HS  | Đ  | Giành quyền tham dự                  |  | Úc  | Kuwait | Jordan | Nepal | Đài Bắc Trung Hoa |
| -- | ----------------- | -- | - | - | - | -- | -- | --- | -- | ------------------------------------ |  | --- | ------ | ------ | ----- | ----------------- |
| 1  | Úc                | 8  | 8 | 0 | 0 | 28 | 2  | +26 | 24 | Vòng 3 và Cúp châu Á                 |  |     | 3–0    | 1–0    | 5–0   | 5–1               |
| 2  | Kuwait            | 8  | 4 | 2 | 2 | 19 | 7  | +12 | 14 | Vòng loại Cúp châu Á (Vòng 3)        |  | 0–3 |        | 0–0    | 7–0   | 9–0               |
| 3  | Jordan            | 8  | 4 | 2 | 2 | 13 | 3  | +10 | 14 | Vòng loại Cúp châu Á (Vòng 3)        |  | 0–1 | 0–0    |        | 3–0   | 5–0               |
| 4  | Nepal             | 8  | 2 | 0 | 6 | 4  | 22 | −18 | 6  | Vòng loại Cúp châu Á (Vòng 3)        |  | 0–3 | 0–1    | 0–3    |       | 2–0               |
| 5  | Đài Bắc Trung Hoa | 8  | 0 | 0 | 8 | 4  | 34 | −30 | 0  | Vòng loại Cúp châu Á (Vòng play-off) |  | 1–7 | 1–2    | 1–2    | 0–2   |                   |

### Bảng C
| VT | Đội       | ST | T | H | B | BT | BB | HS  | Đ  | Giành quyền tham dự                  |  | Iran | Iraq | Bahrain | Hồng Kông | Campuchia |
| -- | --------- | -- | - | - | - | -- | -- | --- | -- | ------------------------------------ |  | ---- | ---- | ------- | --------- | --------- |
| 1  | Iran      | 8  | 6 | 0 | 2 | 34 | 4  | +30 | 18 | Vòng 3 và Cúp châu Á                 |  |      | 1–0  | 3–0     | 3–1       | 14–0      |
| 2  | Iraq      | 8  | 5 | 2 | 1 | 14 | 4  | +10 | 17 | Vòng 3 và Cúp châu Á                 |  | 2–1  |      | 0–0     | 2–0       | 4–1       |
| 3  | Bahrain   | 8  | 4 | 3 | 1 | 15 | 4  | +11 | 15 | Vòng loại Cúp châu Á (Vòng 3)        |  | 1–0  | 1–1  |         | 4–0       | 8–0       |
| 4  | Hồng Kông | 8  | 1 | 2 | 5 | 4  | 13 | −9  | 5  | Vòng loại Cúp châu Á (Vòng 3)        |  | 0–2  | 0–1  | 0–0     |           | 2–0       |
| 5  | Campuchia | 8  | 0 | 1 | 7 | 2  | 44 | −42 | 1  | Vòng loại Cúp châu Á (Vòng play-off) |  | 0–10 | 0–4  | 0–1     | 1–1       |           |

### Bảng D
| VT | Đội         | ST | T | H | B | BT | BB | HS  | Đ  | Giành quyền tham dự           |  | Ả Rập Xê Út | Uzbekistan | Nhà nước Palestine | Singapore | Yemen |
| -- | ----------- | -- | - | - | - | -- | -- | --- | -- | ----------------------------- |  | ----------- | ---------- | ------------------ | --------- | ----- |
| 1  | Ả Rập Xê Út | 8  | 6 | 2 | 0 | 22 | 4  | +18 | 20 | Vòng 3 và Cúp châu Á          |  |             | 3–0        | 5–0                | 3–0       | 3–0   |
| 2  | Uzbekistan  | 8  | 5 | 0 | 3 | 18 | 9  | +9  | 15 | Vòng loại Cúp châu Á (Vòng 3) |  | 2–3         |            | 2–0                | 5–0       | 5–0   |
| 3  | Palestine   | 8  | 3 | 1 | 4 | 10 | 10 | 0   | 10 | Vòng loại Cúp châu Á (Vòng 3) |  | 0–0         | 2–0        |                    | 4–0       | 3–0   |
| 4  | Singapore   | 8  | 2 | 1 | 5 | 7  | 22 | −15 | 7  | Vòng loại Cúp châu Á (Vòng 3) |  | 0–3         | 1–3        | 2–1                |           | 2–2   |
| 5  | Yemen       | 8  | 1 | 2 | 5 | 6  | 18 | −12 | 5  | Vòng loại Cúp châu Á (Vòng 3) |  | 2–2         | 0–1        | 1–0                | 1–2       |       |

### Bảng E
| VT | Đội         | ST | T | H | B | BT | BB | HS  | Đ  | Giành quyền tham dự           |  | Qatar | Oman | Ấn Độ | Afghanistan | Bangladesh |
| -- | ----------- | -- | - | - | - | -- | -- | --- | -- | ----------------------------- |  | ----- | ---- | ----- | ----------- | ---------- |
| 1  | Qatar       | 8  | 7 | 1 | 0 | 18 | 1  | +17 | 22 | Cúp châu Á và Vòng chung kết  |  |       | 2–1  | 0–0   | 6–0         | 5–0        |
| 2  | Oman        | 8  | 6 | 0 | 2 | 16 | 6  | +10 | 18 | Vòng 3 và Cúp châu Á          |  | 0–1   |      | 1–0   | 3–0         | 4–1        |
| 3  | Ấn Độ       | 8  | 1 | 4 | 3 | 6  | 7  | −1  | 7  | Vòng loại Cúp châu Á (Vòng 3) |  | 0–1   | 1–2  |       | 1–1         | 1–1        |
| 4  | Afghanistan | 8  | 1 | 3 | 4 | 5  | 15 | −10 | 6  | Vòng loại Cúp châu Á (Vòng 3) |  | 0–1   | 1–2  | 1–1   |             | 1–0        |
| 5  | Bangladesh  | 8  | 0 | 2 | 6 | 3  | 19 | −16 | 2  | Vòng loại Cúp châu Á (Vòng 3) |  | 0–2   | 0–3  | 0–2   | 1–1         |            |

1. ↑  Qatar vào thắng Giải vô địch bóng đá thế giới do là nước chủ nhà.

### Bảng F
| VT | Đội        | ST | T | H | B | BT | BB | HS  | Đ  | Giành quyền tham dự           |  | Nhật Bản | Tajikistan | Kyrgyzstan | Mông Cổ | Myanmar |
| -- | ---------- | -- | - | - | - | -- | -- | --- | -- | ----------------------------- |  | -------- | ---------- | ---------- | ------- | ------- |
| 1  | Nhật Bản   | 8  | 8 | 0 | 0 | 46 | 2  | +44 | 24 | Vòng 3 và Cúp châu Á          |  |          | 4–1        | 5–1        | 6–0     | 10–0    |
| 2  | Tajikistan | 8  | 4 | 1 | 3 | 14 | 12 | +2  | 13 | Vòng loại Cúp châu Á (Vòng 3) |  | 0–3      |            | 1–0        | 3–0     | 4–0     |
| 3  | Kyrgyzstan | 8  | 3 | 1 | 4 | 19 | 12 | +7  | 10 | Vòng loại Cúp châu Á (Vòng 3) |  | 0–2      | 1–1        |            | 0–1     | 7–0     |
| 4  | Mông Cổ    | 8  | 2 | 0 | 6 | 3  | 27 | −24 | 6  | Vòng loại Cúp châu Á (Vòng 3) |  | 0–14     | 0–1        | 1–2        |         | 1–0     |
| 5  | Myanmar    | 8  | 2 | 0 | 6 | 6  | 35 | −29 | 6  | Vòng loại Cúp châu Á (Vòng 3) |  | 0–2      | 4–3        | 1–8        | 1–0     |         |

### Bảng G
| VT | Đội       | ST | T | H | B | BT | BB | HS  | Đ  | Giành quyền tham dự                  |  | Các Tiểu vương quốc Ả Rập Thống nhất | Việt Nam | Malaysia | Thái Lan | Indonesia |
| -- | --------- | -- | - | - | - | -- | -- | --- | -- | ------------------------------------ |  | ------------------------------------ | -------- | -------- | -------- | --------- |
| 1  | UAE       | 8  | 6 | 0 | 2 | 23 | 7  | +16 | 18 | Vòng 3 và Cúp châu Á                 |  |                                      | 3–2      | 4–0      | 3–1      | 5–0       |
| 2  | Việt Nam  | 8  | 5 | 2 | 1 | 13 | 5  | +8  | 17 | Vòng 3 và Cúp châu Á                 |  | 1–0                                  |          | 1–0      | 0–0      | 4–0       |
| 3  | Malaysia  | 8  | 4 | 0 | 4 | 10 | 12 | −2  | 12 | Vòng loại Cúp châu Á (Vòng 3)        |  | 1–2                                  | 1–2      |          | 2–1      | 2–0       |
| 4  | Thái Lan  | 8  | 2 | 3 | 3 | 9  | 9  | 0   | 9  | Vòng loại Cúp châu Á (Vòng 3)        |  | 2–1                                  | 0–0      | 0–1      |          | 2–2       |
| 5  | Indonesia | 8  | 0 | 1 | 7 | 5  | 27 | −22 | 1  | Vòng loại Cúp châu Á (Vòng play-off) |  | 0–5                                  | 1–3      | 2–3      | 0–3      |           |

### Bảng H
CHDCND Triều Tiên đã rút khỏi vòng loại do những lo ngại liên quan đến đại dịch COVID-19. Theo quyết định của AFC, các trận đấu trước đó của Triều Tiên với các đội trong bảng sẽ bị hủy 

| VT | Đội               | ST | T | H | B | BT | BB | HS  | Đ  | Giành quyền tham dự           |  | Hàn Quốc | Liban | Turkmenistan | Sri Lanka | Cộng hòa Dân chủ Nhân dân Triều Tiên |
| -- | ----------------- | -- | - | - | - | -- | -- | --- | -- | ----------------------------- |  | -------- | ----- | ------------ | --------- | ------------------------------------ |
| 1  | Hàn Quốc          | 6  | 5 | 1 | 0 | 22 | 1  | +21 | 16 | Vòng 3 và Cúp châu Á          |  |          | 2–1   | 5–0          | 8–0       | 7 thg6                               |
| 2  | Liban             | 6  | 3 | 1 | 2 | 11 | 8  | +3  | 10 | Vòng 3 và Cúp châu Á          |  | 0–0      |       | 2–1          | 3–2       | 0–0                                  |
| 3  | Turkmenistan      | 6  | 3 | 0 | 3 | 8  | 11 | −3  | 9  | Vòng loại Cúp châu Á (Vòng 3) |  | 0–2      | 3–2   |              | 2–0       | 3–1                                  |
| 4  | Sri Lanka         | 6  | 0 | 0 | 6 | 2  | 23 | −21 | 0  | Vòng loại Cúp châu Á (Vòng 3) |  | 0–5      | 0–3   | 0–2          |           | 0–1                                  |
| 5  | CHDCND Triều Tiên | 0  | 0 | 0 | 0 | 0  | 0  | 0   | 0  | Rút lui                       |  | 0–0      | 2–0   | 15 thg6      | 3 thg6    |                                      |

### Xếp hạng các đội đứng thứ hai
Bảng H chỉ còn 4 đội so với 5 đội ở các bảng khác sau khi CHDCND Triều Tiên rút khỏi giải đấu. Do đó, kết quả đối đầu với đội xếp thứ năm không được tính khi xếp hạng các đội xếp thứ hai. Do Trung Quốc là 1 trong 4 đội nhì bảng có thành tích tốt nhất, nên đội nhì bảng tốt thứ năm cũng sẽ giành suất chính thức tham dự Asian Cup 2023.

| VT | Bg | Đội        | ST | T | H | B | BT | BB | HS  | Đ  | Giành quyền tham dự                           |
| -- | -- | ---------- | -- | - | - | - | -- | -- | --- | -- | --------------------------------------------- |
| 1  | A  | Trung Quốc | 6  | 4 | 1 | 1 | 16 | 3  | +13 | 13 | Vòng loại Cúp Thế giới (Vòng 3) và Cúp châu Á |
| 2  | E  | Oman       | 6  | 4 | 0 | 2 | 9  | 5  | +4  | 12 | Vòng loại Cúp Thế giới (Vòng 3) và Cúp châu Á |
| 3  | C  | Iraq       | 6  | 3 | 2 | 1 | 6  | 3  | +3  | 11 | Vòng loại Cúp Thế giới (Vòng 3) và Cúp châu Á |
| 4  | G  | UAE        | 6  | 3 | 1 | 2 | 6  | 4  | +2  | 10 | Vòng loại Cúp Thế giới (Vòng 3) và Cúp châu Á |
| 5  | H  | Liban      | 6  | 3 | 1 | 2 | 11 | 8  | +3  | 10 | Vòng loại Cúp Thế giới (Vòng 3) và Cúp châu Á |
| 6  | F  | Tajikistan | 6  | 3 | 1 | 2 | 7  | 8  | −1  | 10 | Vòng loại Cúp châu Á (Vòng 3)                 |
| 7  | D  | Uzbekistan | 6  | 3 | 0 | 3 | 12 | 9  | +3  | 9  | Vòng loại Cúp châu Á (Vòng 3)                 |
| 8  | B  | Kuwait     | 6  | 2 | 2 | 2 | 8  | 6  | +2  | 8  | Vòng loại Cúp châu Á (Vòng 3)                 |

## Vòng 3

### Bảng A
| VT | Đội      | ST | T | H | B | BT | BB | HS  | Đ  | Giành quyền tham dự |     |     |     |     |     |     |     |
| -- | -------- | -- | - | - | - | -- | -- | --- | -- | ------------------- | --- | --- | --- | --- | --- | --- | --- |
| 1  | Iran     | 10 | 8 | 1 | 1 | 15 | 4  | +11 | 25 | FIFA World Cup 2022 |     |     | 1–1 | 1–0 | 1–0 | 1–0 | 2–0 |
| 2  | Hàn Quốc | 10 | 7 | 2 | 1 | 13 | 3  | +10 | 23 | FIFA World Cup 2022 |     | 2–0 |     | 1–0 | 0–0 | 2–1 | 1–0 |
| 3  | UAE      | 10 | 3 | 3 | 4 | 7  | 7  | 0   | 12 | Vòng 4              |     | 0–1 | 1–0 |     | 2–2 | 2–0 | 0–0 |
| 4  | Iraq     | 10 | 1 | 6 | 3 | 6  | 12 | −6  | 9  |                     |     | 0–3 | 0–3 | 1–0 |     | 1–1 | 0–0 |
| 5  | Syria    | 10 | 1 | 3 | 6 | 9  | 16 | −7  | 6  |                     | 0–3 | 0–2 | 1–1 | 1–1 |     | 2–3 |     |
| 6  | Liban    | 10 | 1 | 3 | 6 | 5  | 13 | −8  | 6  |                     | 1–2 | 0–1 | 0–1 | 1–1 | 0–3 |     |     |

### Bảng B
| VT | Đội         | ST | T | H | B | BT | BB | HS  | Đ  | Giành quyền tham dự |     |     |     |     |     |     |     |
| -- | ----------- | -- | - | - | - | -- | -- | --- | -- | ------------------- | --- | --- | --- | --- | --- | --- | --- |
| 1  | Ả Rập Xê Út | 10 | 7 | 2 | 1 | 12 | 6  | +6  | 23 | FIFA World Cup 2022 |     |     | 1–0 | 1–0 | 1–0 | 3–2 | 3–1 |
| 2  | Nhật Bản    | 10 | 7 | 1 | 2 | 12 | 4  | +8  | 22 | FIFA World Cup 2022 |     | 2–0 |     | 2–1 | 0–1 | 2–0 | 1–1 |
| 3  | Úc          | 10 | 4 | 3 | 3 | 15 | 9  | +6  | 15 | Vòng 4              |     | 0–0 | 0–2 |     | 3–1 | 3–0 | 4–0 |
| 4  | Oman        | 10 | 4 | 2 | 4 | 11 | 10 | +1  | 14 |                     |     | 0–1 | 0–1 | 2–2 |     | 2–0 | 3–1 |
| 5  | Trung Quốc  | 10 | 1 | 3 | 6 | 9  | 19 | −10 | 6  |                     | 1–1 | 0–1 | 1–1 | 1–1 |     | 3–2 |     |
| 6  | Việt Nam    | 10 | 1 | 1 | 8 | 8  | 19 | −11 | 4  |                     | 0–1 | 0–1 | 0–1 | 0–1 | 3–1 |     |     |

## Vòng 4
Hai đội xếp thứ 3 mỗi bảng ở vòng 3 sẽ thi đấu với nhau trong một trận đấu duy nhất để xác định đội nào giành quyền vào vòng play-off liên lục địa. Trận đấu được diễn ra tại Doha, Qatar vào ngày 7 tháng 6 năm 2022.
| Đội 1 | Tỉ số | Đội 2 |
| ----- | ----- | ----- |
| UAE   | 1–2   | Úc    |

## Vòng play-off liên lục địa
Trận play-off liên lục địa được xác định thông qua bốc thăm vào ngày 26 tháng 11 năm 2021. Đội thắng trong vòng 4 của châu Á được bốc thăm gặp đội xếp thứ năm từ khu vực Nam Mỹ. Trận play-off diễn ra dưới hình thức một lượt trận tại Qatar vào ngày 13 tháng 6 năm 2022.
| Đội 1 | Tỉ số                | Đội 2 |
| ----- | -------------------- | ----- |
| Úc    | 0–0 (s.h.p.) (5–4 p) | Perú  |

## Các đội tuyển vượt qua vòng loại
Dưới đây là các đội tuyển thuộc AFC đã vượt qua vòng loại để tham dự vòng chung kết.
| Đội tuyển   | Tư cách vượt qua vòng loại         | Ngày vượt qua vòng loại | Số lần tham dự Giải vô địch bóng đá thế giới trước đây 1        |
| ----------- | ---------------------------------- | ----------------------- | --------------------------------------------------------------- |
| Qatar       | Chủ nhà                            | 2 tháng 12 năm 2010     | 0 (Lần đầu)                                                     |
| Iran        | Nhất bảng A (vòng 3)               | 27 tháng 1 năm 2022     | 5 (1978, 1998, 2006, 2014, 2018)                                |
| Hàn Quốc    | Nhì bảng A (vòng 3)                | 1 tháng 2 năm 2022      | 10 (1954, 1986, 1990, 1994, 1998, 2002, 2006, 2010, 2014, 2018) |
| Ả Rập Xê Út | Nhất bảng B (vòng 3)               | 24 tháng 3 năm 2022     | 5 (1994, 1998, 2002, 2006, 2018)                                |
| Nhật Bản    | Nhì bảng B (vòng 3)                | 24 tháng 3 năm 2022     | 6 (1998, 2002, 2006, 2010, 2014, 2018)                          |
| Úc          | Thắng trận play-off AFC v CONMEBOL | 13 tháng 6 năm 2022     | 5 (1974, 2006, 2010, 2014, 2018)                                |

1 Chữ đậm chỉ ra chức vô địch cho năm đó. Chữ nghiêng chỉ ra chủ nhà của năm đó.

## Cầu thủ ghi bàn hàng đầu
Đã có 676 bàn thắng ghi được trong 229 trận đấu, trung bình 2.95 bàn thắng mỗi trận đấu.
14 bàn thắng
- Ali Mabkhout

12 bàn thắng
- Vũ Lỗi

10 bàn thắng
- Sardar Azmoun
- Minamino Takumi
- Osako Yuya

9 bàn thắng
- Omar Al Somah

8 bàn thắng
- Nguyễn Tiến Linh

7 bàn thắng
- Jamie Maclaren
- Karim Ansarifard
- Mehdi Taremi
- Salem Al-Dawsari
- Saleh Al-Shehri
- Son Heung-min
- Eldor Shomurodov

Về những cầu thủ ghi nhiều bàn nhất ở mỗi vòng, xem mục tương ứng trong mỗi bài viết:
- Vòng 1
- Vòng 2
- Vòng 3
- Vòng 4